# 山口人麻呂
山口 人麻呂（やまぐち の ひとまろ）は、奈良時代の官人。姓は忌寸。進大弐・山口大麻呂の子とする系図がある。官位は正七位下・紫微中台大疏。

## 経歴
天平勝宝4年（752年）正七位下の位階にあった人麻呂は遣新羅大使に任命される。遣新羅使の派遣は天平12年（740年）以来12年ぶりで、その目的は東大寺の大仏造営に関することの報告にあっただろうが、その後の経過についての記載はなく、新羅国王に接見し得なかったためである可能性が高い。その後、紫微中台大疏を務めた。

## 系譜
- 父：山口大麻呂[3]
- 母：不詳
- 生母不明の子女
  - 男子：山口諸上[3]
  - 男子：山口諸足?[4]